# 袁介
袁介（？—？），字可潜。华亭陶溪（今青村乡陶宅村）人。
先祖是蜀（四川）人，占籍華亭。袁介於元朝末年为松江府府椽，善作詩，以《检田吏》闻名。晚年居白沙（今奉贤）以終。有子袁凯。